# Sucra jujuba
Sucra jujuba là một loài bướm đêm trong họ Geometridae.